# Flavius Anthemius Isidorus
Flavius Anthemius Isidorus (altgriechisch Ἀνθέμιος Ἰσίδωρος, Anthémios Isidoros; † um 447) war ein spätantiker oströmischer Beamter des 5. Jahrhunderts.
Anthemius Isidorus stammt nach einer Inschrift aus Ephesos aus dem ägyptischen Alexandria. Er war Sohn des Prätorianerpräfekten Anthemius. Wie zwei Epigramme aus Hypaipa in Lydien zeigen, war er zwischen 405 und 410 Prokonsul von Asia. Von 410 bis 412 übte er das Amt des Stadtpräfekten von Konstantinopel aus. Als praefectus praetorio Illyrici (in Illyrien) ist er am 22. April und 10. Oktober 424 belegt.
Später war er praefectus praetorio Orientis (in der wichtigen Diözese Orientis; nachweisbar vom 19. Januar 435 bis zum 4. August 436). Er versorgte die Stadt Ephesos während einer Hungersnot mit Nahrungsmitteln. Die Stadt dankte ihm in einer Inschrift: „Du siehst Isidorus, den Führer, aus dem Land der Pharaos und des fruchtbaren Nils, der, nachdem er den Thron der Prokonsuln und Präfekten erlangt hatte, diesen mit Ruhm zierte, und den Bürgern den reichen Wohlstand der fruchttragenden Demeter brachte.“
Gleichzeitig mit dieser Präfektur bekleidete er im Jahr 436 das Konsulat. Er starb um das Jahr 447 (ὁ τῆς μεγαλοπρεπούς μνήμης Ἰσίδωρος; „Isidorus von großem Andenken“).